# Hermann Höllenreiner
Hermann „Mano“ Höllenreiner (* 19. Oktober 1933 in Hagen) ist ein deutscher Sinto und Überlebender des Porajmos. Höllenreiner ist Delegierter des Zentralrates sowie des Dokumentations- und Kulturzentrums Deutscher Sinti und Roma. Er unterstützt in Vorträgen, Interviews und Reden die Erinnerungsarbeit.
Im März 1943 wurde er im Alter von neun Jahren zusammen mit seiner Familie von München ins Zigeunerlager Auschwitz deportiert. Dort wurde er am 16. März mit der Häftlingsnummer Z - 3526 tätowiert und im Hauptbuch registriert.
1944 war er Häftling im Männerlager des KZ Ravensbrück und ab Winter dieses Jahres im KZ Sachsenhausen. Bei Kriegsende konnte er von einem Todesmarsch fliehen. Vollkommen entkräftet wurde er von französischen Kriegsgefangenen mit nach Frankreich genommen, wo er sich als französischer Jude ausgeben sollte, um seine deutsche Herkunft zu verbergen. Er wurde in Paris von einer Familie aufgenommen, kam jedoch aufgrund von Auffälligkeiten wegen seiner Traumatisierungen kurzzeitig in die Kinderpsychiatrie. Erst als die Tätowierung seiner Häftlingsnummer auf dem Arm entdeckt wurde, wurde über Suchdienste seine Familie ermittelt, zu der er im Dezember 1946 zurückkehren konnte.
Später heiratete er, konnte jedoch erst spät über seine Erlebnisse sprechen. Das Jugendbuch Mano. Der Junge, der nicht wusste, wo er war von Anja Tuckermann, erschienen 2008, beruht auf seiner Lebensgeschichte.
Am 28. Februar 2013 erhielt er das Bundesverdienstkreuz.
Am 27. Januar 2020 wurde er vom deutschen Bundespräsidenten empfangen und besuchte mit ihm die Gedenkfeier zur Befreiung von Auschwitz.